# 欽松専門学校
欽松専門学校（きんしょうせんもんがっこう）は兵庫県神戸市に設置されていた専門学校。

## 概要
兵庫県立神戸高等学校同窓会によって設置されていた。校名の「欽松」は、兵庫県立高等女学校の同窓会の名称から名付けられた。「欽松」は、源氏物語「初音の春」にある「引きわかれ年は経れどもうぐひすの巣立し松の根を忘れめや」にちなんで名付けられた。

## 教育目標
家庭婦人としての教養を高め、家政の諸技術を身につけることを目的とする

## 沿革

### 略歴
当校は、兵庫県立神戸高等女学校を卒業した生徒のさらなる母校で知識・技能を取得し、徳操を養いたいという要望に応え、同窓会により補習科を設置したのが始まりである。1932年、補習科は家政科に改組され、1933年には各種学校として欽松学園が認可された。1944年に一時休止したが、1951年に再開し、1961年、学校法人として認可され、欽松文化学園に改称した。その後、欽松女子専門学校を経て、1979年に欽松専門学校に改称した。しかし、女性の大学進学の増加などにより当校入学生が減少し、1991年、生徒募集を休止した。

### 年表
（「欽松学園七十年誌」4-7頁より）
- 1901年（明治34年）2月5日 - 兵庫県高等女学校開校
- 1906年（明治39年）- 兵庫県立高等女学校同窓会発足
- 1910年（明治43年）4月1日 - 兵庫県立高等女学校が兵庫県立神戸高等女学校に改称
- 1919年（大正8年）4月1日 - 同窓会経営により補習科開設（4年間）
- 1925年（大正14年）
  - 3月13日 - 兵庫県立神戸高等女学校が兵庫県立第一神戸高等女学校と改称
  - 4月8日 - 補習科復活
- 1932年（昭和7年）4月1日 - 補習科を家政科と改称のうえ、保育研究科を併置。
- 1933年（昭和8年）4月18日 - 家政・保育両研究科が、欽松学園として兵庫県から認可される。
- 1943年（昭和18年）11月 - 家政科在籍の生徒が挺身隊に出勤
- 1944年（昭和19年）3月 - 家政科一時休止
- 1947年（昭和22年）3月 - 保育科を廃止
- 1948年（昭和23年）
  - 9月 - 兵庫県立第一神戸高等学校[注釈 2]と兵庫県立神戸欽松高等学校[注釈 3]が合併し、兵庫県立神戸高等学校が開校
  - 10月 - 欽松会講習会（裁縫・編物）開講
- 1951年（昭和26年）4月1日 - 欽松学園再興
- 1957年（昭和32年） 
  - 5月31日 - 移転決定
  - 11月17日 - 新校舎落成
- 1959年（昭和34年）5月5日 - 鵬雛会（旧兵庫県立第一神戸高等学校の同窓会）と欽松会（旧兵庫県立神戸欽松高等学校の同窓会）が統合され、「社団法人兵庫県立神戸高等学校同窓会」が発足。欽松学園の経営も神高同窓会に継承される。
- 1961年（昭和36年）3月24日 - 欽松学園が学校法人として認可され、「欽松文化学園」と改称。本科（2年課程）の家政科のほか、専攻科（1年課程）、選科（1年課程）を設置
- 1962年（昭和37年）4月1日 - 簿記科（6か月課程）・ツーリスト科（6か月課程）設置
- 1963年（昭和38年）- 専攻科を研究科、選科を専科に改組
- 1974年（昭和49年）4月1日 - 欽松文化学園が「欽松女子専門学校」と改称。
- 1976年（昭和51年）4月1日 - 専門学校として認可を受ける
- 1979年（昭和54年）4月1日 - 欽松女子専門学校が「欽松専門学校」と改称。美術科・音楽科設置。教職ゼミを開講（9年間）
- 1980年（昭和55年）4月1日 - リトミック音楽専門科（2年課程）設置
- 1981年（昭和56年）- 家政科を1年課程に変更。研究科・専科を設置
- 1982年（昭和57年）- 家政科を2年課程に変更
- 1984年（昭和59年）9月 - ブライダル科（3か月課程）設置
- 1988年（昭和63年）4月 - ビジネス教養コースを設置
- 1990年（平成2年）- 家政科を1年課程に変更
- 1991年（平成3年）
  - 3月31日 - 本科生の募集停止。専科のみの授業となる
  - 5月 - 欽松学園七十年誌発行。
- 1994年（平成6年）- 欽松専門学校が解散。

## 教育課程
- 本科（家政科） - 洋裁・和裁・編物・料理・書道・美術・華道・茶道の科目の授業が行われていた。
- 研究科 - 本科で得た基礎技術をさらに高度な専門技術を取得する
- 専科 - 希望の科目を選び短期間で専門技術を取得する
- ブダイダルコース - 結婚生活を控え集中的に主婦としての必須的な知識と基礎技術を身につける